# OceanLab
OceanLab ist ein britisch-finnisches Vocal-Trance-Projekt aus London, bestehend aus der Sängerin Justine Suissa und den drei Mitgliedern von Above & Beyond: Jono Grant, Paavo Siljamäki und Tony McGuinness.

## Bandgeschichte
Im Jahr 1999 haben Jono Grant und Paavo Siljamäki zusammen das Musiklabel Anjunabeats gegründet. Ein Jahr später kam Tony McGuinness auf das Produzenten-Duo zu und zu dritt gründeten sie das Projekt Above & Beyond. Noch im selben Jahr gründete das Trio zusammen mit der Sängerin Justine Suissa das Projekt OceanLab. Ihre erste Single „Clear Blue Water“ erschien 2001 bei Captivating Sounds, einem Sublabel von Armada Music, und wurde unter anderem von Ferry Corsten remixed. Auch die beiden folgenden Singles „Sky Falls Down“ und „Beautiful Together“ wurden von bekannten Trance-Produzenten remixed (unter anderem Armin van Buuren und Signum). Diese Remixe trugen auch dazu bei, dass die Gruppe schnell sehr populär wurde. Der Durchbruch gelang ihnen jedoch mit der vierten Single „Satellite“, die 2004 erschien und in den britischen Singlecharts Platz 19 erreichte.
Schließlich entschlossen sich die vier, ein Studioalbum zu beginnen. Aufgrund von anderen Projekten, die noch in Arbeit waren, dauerte es knapp zwei Jahre, bis ihr Debütalbum fertig war. Im Juli 2008 wurde es unter dem Namen Sirens of the Sea veröffentlicht. Ein Jahr später erschien noch eine Remix-Version des Albums, das auf zwei CDs sowohl bereits veröffentlichte als auch neue Remixe enthielt.
Auch von den neueren Produktionen erschienen wiederum sehr populäre Remixe. So wurde insbesondere der Gareth Emery Remix von „Lonely Girl“ ein großer Club-Hit. Daniel Kandi kombinierte 2010 die Vocals von OceanLabs „If I Could Fly“ mit dem Alex M.O.R.P.H. Remix von Mike Shivers Single „On the Surface“ und veröffentlichte eine Mashup-Version namens „If I Could Fly on the Surface“.

## Diskografie

### Alben
- 2008: Sirens of the Sea
- 2009: Sirens of the Sea Remixed

### Singles
- 2001: Clear Blue Water
- 2002: Sky Falls Down
- 2003: Beautiful Together
- 2004: Satellite
- 2008: Sirens of the Sea
- 2008: Miracle
- 2008: Breaking Ties
- 2009: On a Good Day
- 2009: Lonely Girl
- 2010: On a Good Day (Metropolis) (mit Gareth Emery)
- 2010: If I Could Fly on the Surface (vs. Mike Shiver)
- 2016: Another Chance

### Remixe
- 2001: Teaser – When Love Breaks Down
- 2002: Ascension – For a Lifetime